# 그리스 영화
그리스는 길고도 풍부한 영화 역사를 지니고 있다. 그리스의 영화는 자국 시장을 지배하고 있는데, 이를테면 Safe Sex라는 영화는 타이타닉보다 더 많은 박스 오피스 관람객을 얻었다.

## 개요
가까운 이탈리아의 네오리얼리즘의 영향을 받아 1950년 이래 르네상스를 맞은 듯 활기를 띠고 새로운 스튜디오의 설치로 1953년의 15편 제작이 70년에는 112편까지 늘었다. <스텔라>(1956) <엘렉트라>(1961)로 세계적으로 알려진 미카엘 카코야니스 감독은 그리스 생활과 전통미의 모색으로 후에 미국에서 그리스 작가인 카잔차키스 원작의 <희랍인 조르바>를 제작했다. 수도(首都)의 빈민가를 그린 <마법(魔法)의 도시(都市)> <아테네의 식인종>의 니코스 곤도우로스는 베니스 영화제에서 주목을 끌었고 조르주 체바라스도 서민적 환경의 드라마를 만들었다.

## 같이 보기
- 그리스 문화